# بي إن سيريز (الشرق الأوسط وشمال إفريقيا)
بي إن سيريز عبارة عن  شبكة تلفزيونية  بدأت في 1 تشرين الثاني / نوفمبر 2016 ، المملوكة من قبل مجموعة بي إن الإعلامية  . حيث تبث حصريا على باقات بي إن في منطقة الشرق الأوسط وشمال أفريقيا ويبث  في تركيا من خلال Digiturk التي  اشترت  في عام 2015 و تغييرها إلى بي ان سيريز في 13 يناير كانون الثاني 2016. ميزة القناة أنها تبث المسلسلات الدرامية على مدار الساعة.
لدى قنوات بي إن سيريز ترخيص لعرض المسلسلات الأمريكية  حصريا، المنتجة من قبل استوديوهات أي بي سي , وارنر بروس تيلفشن  و سوني بيكتشرز تيلفشن. المسلسلات على  القناوة اما مدبلجة أو مترجمة للغة العربية أو التركية ، اعتمادا على المنطقة.

## البرمجة
المسلسلات التي تبق على القناة:
- السهم (مسلسل)
- ربات بيوت يائسات (مسلسل)
- الخادمات المخادعات
- The Goldbergs
- غوثام (مسلسل)
- سجلات ليزي بوردن
- الأصليون
- كان ياما كان (مسلسل أمريكي)
- الانتقام
- تحت الأرض
- لا تنسى
- الشركة X